# Marhaň
Marhaň este o comună slovacă, aflată în districtul Bardejov din regiunea Prešov. Localitatea se află la altitudinea de 195 m deasupra n.m., se întinde pe o suprafață de 10,4 km2 și în 2017 număra 966 de locuitori.

## Istoric
Localitatea Marhaň este atestată documentar din 1277.

## Demografie
| An:                | 1994 | 2004   | 2014   | 2024   |
| ------------------ | ---- | ------ | ------ | ------ |
| Număr de persoane: | 885  | 938    | 965    | 955    |
| Diferență:         |      | +5,98% | +2,87% | −1,03% |

| An:                | 2023 | 2024   |
| ------------------ | ---- | ------ |
| Număr de persoane: | 951  | 955    |
| Diferență:         |      | +0,42% |